# 공군

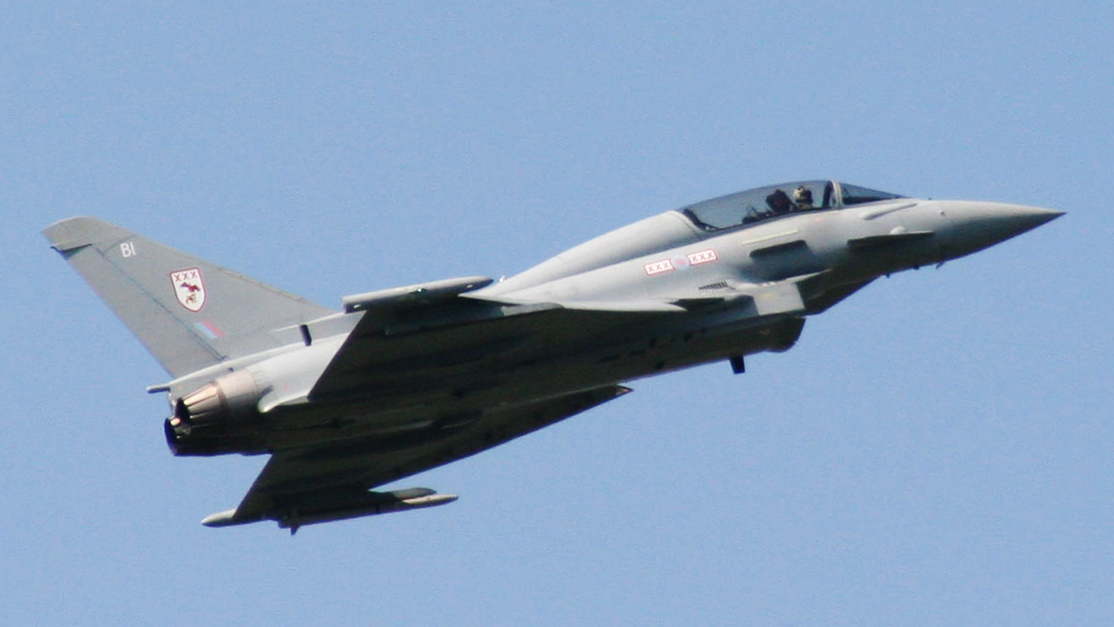
영국 공군의 유로파이터 타이푼 전투기

공군(空軍, 영어: air force, air army, 독일어: Luftwaffe)은 공중전 및 폭격 등 공격과 방어의 임무를 위해 항공기를 주축으로 구성된 군대이다. 그 임무에 따라 전략공군, 전술공군, 수송공군으로 크게 나눌 수 있으며, 전투기, 폭격기, 공격기 헬리콥터, 수송기 등을 운용한다. 자세히 말하면 육군 항공 또는 해군 항공 부대와는 달리 공중전을 담당하는 국가 군대의 한 부서이다. 일반적으로 공군은 공중 통제권을 확보하고 전략 및 전술적 폭격 임무를 수행하며 종종 공중 정찰 및 근접 공중 지원의 형태로 지상군과 해군군에 대한 지원을 제공하는 역할을 담당한다. 가장 넓은 의미에서 공군은 주로 공중전을 수행하는 국가 군대이다. 구체적으로 말하면 육군 항공 또는 해군 항공 부대와는 달리 공중전을 담당하는 국가 군대의 한 부서이다. 일반적으로 공군은 공중 통제권을 확보하고 전략 및 전술적 폭격 임무를 수행하며 종종 공중 정찰 및 근접 항공 지원의 형태로 지상군과 해군군에 대한 지원을 제공하는           

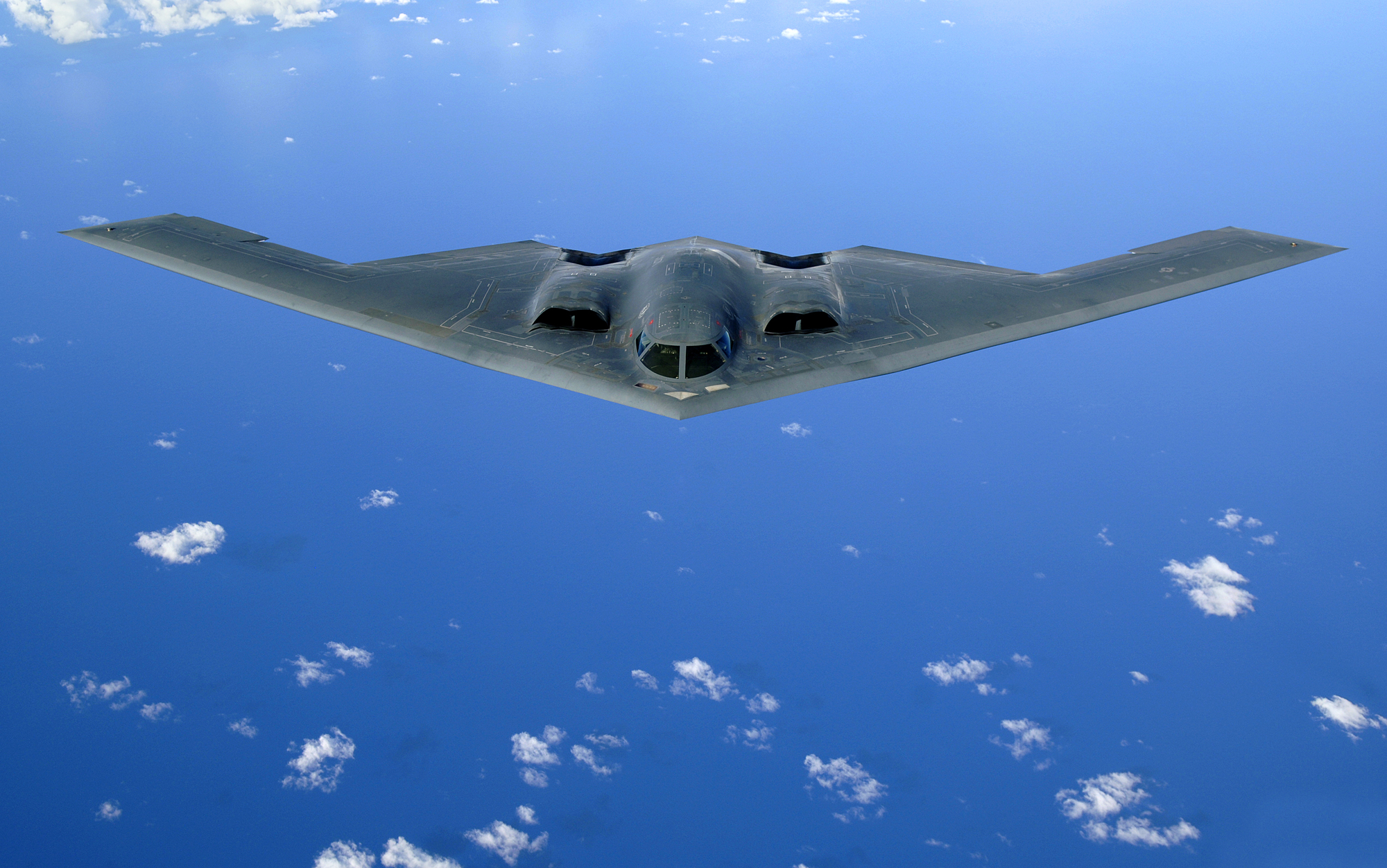

역할을 담당한다.공군이라는 용어는 전술 공군 또는 번호가 매겨진 공군을 의미할 수도 있으며, 이는 국가 공군 내에서 또는 동맹국의 여러 공군 구성 요소로 구성된
작전 구성이다. 많은 공군은 대공포, 지대공 미사일, 대탄도 미사일 경고 네트워크 및 방어 시스템과 같은 기타 방공군 자산을 지휘하고 통제할 수 있다. 일부 공군은
군사공간과  대륙간탄도미사일(ICBM) 작전도 담당한다. 공군은 단지 조종사로만 구성되는 것이 아니라 작전을 수행하기 위해 다른 인력의 상당한 지원에 의존한다. 군수, 보안,
정보, 특수 작전, 사이버 공간 지원, 유지 보수, 무기 장전 장치 및 기타 많은 전문 분야가 모든 공군에 필요하다.
공군에는 정비와 조종이 존재하며 조종은 오직 장교만 가능하다.

## 공군의 특성
공군은 공중 공간의 매개체를 통하여 항공무기 체계를 수직 및 수평적으로 무한히 이동할 수 있다는 특성을 가진다. 이러한 공군력 고유의 특성으로는 다음과 같은 것들이 있다.
(1) 속도
공중 공간에서 전력의 신속한 이동으로 짧은 시간 안에 임무를 완수할 수 있는 특성,
(2) 거리
지리상의 장애를 받지 않고 장거리작전을 수행할 수 있는 특성.
(3) 고도
타군이 도달할 수 없는 고도에서 작전을 수행할 수 있는 특성.
(4) 융통성
상황에 따라 다양하게 대처할 수 있는 포괄적인 특성.
이상과 같은 특성을 가진 공군은 공중 공간의 환경을 매개체로 하여 발휘할 수 있는 전투 잠재력을 제공해 준다. 그 세부 능력은 다음과 같다.
(1) 감시성
공중 공간 매개체를 통하여 전시·평시를 막론하고 적의 활동을 감시할 수 있는 특유한 능력으로서, 적의 활동에 대한 적시적이고 신뢰성 있는 정보는 전력의 동원·분산·발사·관제를 위한 의사결정에 확고한 기준을 제공해 준다. 레이다나 유인·무인 감시장치는 공군의 지원에 중요한 부분을 형성한다.
(2) 신속대응성
적의 도발에 다양하고 신속하게 대응할 수 있는 능력이며, 적대행위가 시작된 초기단계부터 분쟁의 범위를 억제하고 통제할 수 있는 능력을 제공한다. 비상대기 태세의 강화, 전력의 이동배치, 무력시위 등을 통하여 적에게 우리측의 의지를 표명할 수 있다.
(3) 이동성
항상 변화하는 전황에 따라 요구를 충족시키기 위해 전투력을 가장 필요한 곳에 이동시켜 재배치함을 의미한다. 공군은 어떠한 지역에서도 임무를 수행하기 위해 자연적인 경계를 넘어 항공무기체계를 이동할 수 있으며, 고성능 기동무기와 지원체제를 운용함으로써, 이동능력을 확대시킬 수 있다.
(4) 침투성
적지의 어떤 지역에서도 다양한 작전을 펼칠 수 있도록 기습적으로 적의 방어망을 침투할 수 있는 능력이다.
(5) 파괴성
짧은 시간 안에 막대한 화력을 집중시켜 적의 군사력을 선택적이고 광범위하게 파괴할 수 있는 능력이다.
(6) 생존성
속도·고도 및 거리를 결합한 기동성과 융통성 등, 공군력 고유의 특성을 이용하여 적의 공격에 피해를 받지 않고 작전을 수행할 수 있는 능력이다.

## 역사
세계 최초의 항공군은 1910년에 결성된 프랑스 육군의 항공군대(Aviation Militaire)이다. 1911년 이탈리아-터키 전쟁 중 이탈리아는 처음으로 항공기를 사용했다. 리비아 영토에 있는 터키군 진지에 대한 정찰 및 폭격 임무를 세계 역사상 처음으로 진행했고 그후에 1911년부터 1912년까지 발생한 이탈리아-터키 전쟁은 비행기와 비행선의 공습을 특징으로 하는 역사상 최초의 전쟁이었다. 제1차 세계 대전 동안 프랑스, 독일, 이탈리아, 대영제국, 오스만 제국은 모두 상당한 규모의 폭격기와 전투기를 보유했고 제1차 세계대전에서도 공중전을 지휘하는 고위 사령관과 수많은 비행 에이스가 등장했다.

### 한국 공군 역사
1949년 10월 1일 육군으로부터 독립한 신생 한국공군은 전투능력을 갖추지 못한 상태에서 6.25전쟁을 맞이하였다. 그러나 전쟁을 통해 전투력과조직규모를 꾸준히 신장시킨 한국공군은 1951년 9월에 유엔군으로부터 한국을 대표하는 공군으로서 그 능력을 인정받았으며 1952년 8월에는 미 국무* 국방대학교로부터 주한미공군고문단의 정식 설치를 인가받아 조직과 전력 확장의계기를 마련하였다. 뿐만 아니라 한국공군은 전쟁을 통해 진정한 개별 군종으로 거듭났으며 미 공군과 공고한 군사관계를 맺어 전후 현대적인 공군으로 성장하는 계기를 마련하였다.
6·25전쟁이 발발 했을 때, 창설된 지 채 1년이 되지 않았던 대한민국 공군은 단 한대의 전투기도 보유하고 있지 못했다. 미국에서 제공받은 소수의 연락기와 국민모금으로 구매한 10대의 훈련기(T-6건국기)가 전부였다. 일본에 주둔한 미 공군에서 전투기를 인수받기 위해 선발된 10명의 공군 조종사들은 제대로 된 교육도 받지 못한 채, 목숨을 걸고 각자의 비행기에 올라 바다를 건너 조국으로 돌아와야 했다. 첫날부터 빠르게 진격해오는 적을 막기위해 조종사가 직접 조종석 뒷좌석에서 폭탄을 투하해야했다. 부족한 조종사와 전투기에도 불구하고 한국 공군은 포기하지 않고 비행장을 옮겨 다니며, 계속 전투에 참가했다. 초반에는 독자적인 작전수행을 인정받지 못하였지만 1950년 9월, 조종사들과 공군 장병들의 노력으로 미 공군이 주관하는 전투준비 검열(ORI)을 성공적으로 마치고 드디어 단독작전 능력을 인정받는 데 성공했습니다. 이후 한국공군은 다양한 작전을 성공으로 이끌었다. UN과 미국으로부터 더 많은 지원을 받기 위해 한국 공군은 본인들의 능력을 증명해야했다. 한국공군은 UN공군이 해내지못한 북한 승호리 철교를 폭파시키는데 성공하면서 능력을 증명하였다
전쟁이 끝날 무렵 한국공군은 UN의 지원을 받아 성장하는데 성공하였다.

## 미래공군 발전방향
미래의 전장운영 개념을 토대로 한 공군의 발전목표는 자주적 억제전력과 전략적 타격전력을 확보하고 불특정 위협에 대비하기 위한 전력의 확보로 전략형 공군력을 건설함으로써 미래 항공우주군으로 도약하는데 있다. 이를 위해 미래 공군의 전력체계는 정보, 감시, 정찰체계와 첨단 C4I체계 및 정밀 타격체계를 상호 효율적으로 연계함으로써 전투력 상승효과를 극대화 할 수 있도록 메타체계 개념에 의해 구축될 것이다.

## 한국 공군 편제

### 부서
- 참모총장
  - 감찰실
  - 정훈공보실
  - 시설실
  - 비서실
  - 법무실
  - 군종실
  - 의무실
- 참모차장
  - 기획관리참모
  - 인사참모
  - 정보작전지원참모
  - 군수참모
  - 정보화기획실

### 직할부대
- 항공안전단
- 전력지원체계사업단
- 항공우주전투발전단
- 역사기록관리단
- 정보체계관리단
- 공군기상단
- 공군경찰단
- 공군검찰단
- 항공우주의료원
- 공군사관학교
  - 근무지원단
  - 제55훈련비행전대
    - 제212비행교육대대
- 제53특수비행전대
  - 제239특수비행대대 "블랙이글"
  - 제239항공기정비대대
- 제91항공공병전대